# Gemarkungen Münchens
Die Gemarkungen Münchens sind Teilgebiete der bayerischen Landeshauptstadt München. Die Unterteilung des Stadtgebiets in Gemarkungen wurde für Vermessungszwecke durchgeführt und dient als Grundlage für die Führung des Grundbuchs.

## Aufteilung
Die Gemarkung München, die das Stadtgebiet Münchens in seiner Ausdehnung zwischen 1877 und 1890 umfasst, ist in neun von 1 bis 9 durchnummerierten Teile unterteilt. Außer dem Gebiet der historischen Altstadt und des sie umgebenden Burgfriedens, in den sich die Stadt in der ersten Hälfte des 19. Jahrhunderts ausdehnte (Stadtbezirke 1–3), gehören dazu auch die früher eigenständigen Gemeinden Au (Bez. 5), Haidhausen (Bez. 5), Giesing (Bez. 17–18), Ramersdorf (Bez. 16) und Sendling (Bez. 6–8), die 1854 bis 1877 nach München eingemeindet wurden. Die nach 1890 eingemeindeten Gemeinden behielten in der Regel ihren Namen als Gemarkungsnamen. Auch wenn dabei Arrondierungen und andere Änderungen der Grenzen vorgenommen wurden, entsprechen die Grenzen der Gemarkungen immer noch mehr denen der historischen Gemeinden als denen der heutigen Stadtbezirke.

## Liste der Gemarkungen
Die Grenzen der Gemarkungen unterscheiden sich von den Grenzen der Stadtbezirke. Im Folgenden ist der Stadtbezirk (oder sind die Stadtbezirke) angegeben, in deren Gebiet die Gemarkung vorwiegend liegt.
| Name                                    | Nummer | Eingemeindung                                           | Fläche ha | Einwohner Zensus 2011-05-09 | Stadtbezirk(e)                                                  | Bez.-Nr. |
| --------------------------------------- | ------ | ------------------------------------------------------- | --------- | --------------------------- | --------------------------------------------------------------- | -------- |
| München 1 (Altstadt)                    | 8651   | -                                                       | 163,5     | 9047                        | Altstadt-Lehel                                                  | 1        |
| München, S. 2 (Lehel)                   | 8652   | -                                                       | 263,8     | 12985                       | Altstadt-Lehel                                                  | 1        |
| München, S. 3 (Maxvorstadt Ost)         | 8653   | -                                                       | 288,0     | 45914                       | Maxvorstadt                                                     | 3        |
| München, S. 4 (Maxvorstadt West)        | 8654   | -                                                       | 226,53    | 12871                       | Maxvorstadt                                                     | 3        |
| München, S. 5 (Untersendling, Westpark) | 8655   | - 1. Januar 1877                                        | 1347,78   | 100438                      | Ludwigsvorstadt-Isarvorstadt Sendling-Westpark Schwanthalerhöhe | 2 7 8    |
| München, S. 6 (Sendling, Isarvorstadt)  | 8656   | - 1. Januar 1877                                        | 469,05    | 59321                       | Ludwigsvorstadt-Isarvorstadt Sendling                           | 2 6      |
| München, S. 7 (Untergiesing)            | 8657   | 1. Oktober 1854                                         | 963,01    | 61610                       | Untergiesing-Harlaching                                         | 18       |
| München, S. 8 (Obergiesing, Au)         | 8658   | 1. Oktober 1854                                         | 726,08    | 67760                       | Au-Haidhausen Obergiesing-Fasangarten                           | 5 17     |
| München, S. 9 (Haidhausen)              | 8659   | 1. Oktober 1854                                         | 428,7     | 39177                       | Au-Haidhausen                                                   | 5        |
| Allach                                  | 8660   | 1. Dezember 1938                                        | 975,85    | 11150                       | Allach-Untermenzing                                             | 23       |
| Aubing                                  | 8662   | 1. April 1942                                           | 2111,35   | 32448                       | Aubing-Lochhausen-Langwied                                      | 22       |
| Berg am Laim                            | 8663   | 1. Juli 1913                                            | 787,75    | 42819                       | Berg am Laim                                                    | 14       |
| Bogenhausen                             | 8664   | 1. Januar 1892                                          | 444,48    | 26209                       | Bogenhausen                                                     | 13       |
| Daglfing                                | 8666   | 1. Januar 1930                                          | 1482,93   | 28399                       | Bogenhausen                                                     | 13       |
| Feldmoching                             | 8669   | 1. April 1938                                           | 3045,4    | 67086                       | Feldmoching-Hasenbergl                                          | 24       |
| Freimann                                | 8670   | 1. Oktober 1931                                         | 1735,21   | 29740                       | Schwabing-Freimann                                              | 12       |
| Forstenried                             | 8671   | 1. Januar 1912                                          | 581,4     | 31299                       | Thalkirchen-Obersendling-Forstenried-Fürstenried-Solln          | 19       |
| Großhadern                              | 8675   | 1. April 1938 21. April 1905 (Teil)                     | 724,3     | 46504                       | Hadern                                                          | 20       |
| Laim                                    | 8684   | 1. Januar 1900                                          | 472,18    | 46953                       | Laim                                                            | 25       |
| Langwied                                | 8685   | 1. April 1942                                           | 1198,12   | 4745                        | Aubing-Lochhausen-Langwied                                      | 22       |
| Ludwigsfeld                             | 8686   | 1. Dezember 1938                                        | 313,24    | 943                         | Feldmoching-Hasenbergl                                          | 24       |
| Milbertshofen                           | 8687   | 1. April 1913                                           | 833,28    | 50139                       | Milbertshofen-Am Hart                                           | 11       |
| Moosach                                 | 8688   | 1. Juli 1913 4. August 1897 (Teil) 14. Juli 1906 (Teil) | 1060,75   | 47378                       | Moosach                                                         | 10       |
| Neuhausen                               | 8689   | 1. Januar 1890                                          | 508,06    | 57837                       | Neuhausen-Nymphenburg                                           | 9        |
| Nymphenburg                             | 8691   | 1. Januar 1899                                          | 654,26    | 26006                       | Neuhausen-Nymphenburg                                           | 9        |
| Oberföhring                             | 8692   | 1. Juli 1913                                            | 364,67    | 16915                       | Bogenhausen                                                     | 13       |
| Obermenzing                             | 8694   | 1. Dezember 1938                                        | 757,01    | 25511                       | Pasing-Obermenzing                                              | 21       |
| Pasing                                  | 8696   | 1. April 1938                                           | 1075,09   | 42981                       | Pasing-Obermenzing                                              | 21       |
| Perlach                                 | 8698   | 1. Januar 1930                                          | 1904,37   | 88250                       | Ramersdorf-Perlach                                              | 16       |
| Schwabing                               | 8702   | 20. November 1890                                       | 1249,66   | 84762                       | Schwabing-Freimann Schwabing-West                               | 12 4     |
| Solln                                   | 8704   | 1. Dezember 1938                                        | 550,56    | 21135                       | Thalkirchen-Obersendling-Forstenried-Fürstenried-Solln          | 19       |
| Thalkirchen                             | 8706   | 1. Januar 1900 4. März 1861 (Lände)                     | 705,51    | 30134                       | Thalkirchen-Obersendling-Forstenried-Fürstenried-Solln          | 19       |
| Trudering                               | 8707   | 1. April 1932                                           | 2036,41   | 61663                       | Trudering-Riem                                                  | 15       |
| Untermenzing                            | 8711   | 1. Dezember 1938                                        | 621,23    | 17875                       | Allach-Untermenzing                                             | 23       |
| Stadt München                           |        |                                                         | 31069,52  | 1348335                     |                                                                 |          |